# Cerkiew św. Włodzimierza Wielkiego w Czyżewszczyźnie
Cerkiew św. Włodzimierza Wielkiego – prawosławna cerkiew parafialna w Czyżewszczyźnie na Białorusi, w dekanacie żabineckim eparchii brzeskiej i kobryńskiej Egzarchatu Białoruskiego Patriarchatu Moskiewskiego. Cerkiew znajduje się w południowej części wsi.

## Historia
Świątynię zbudowano w 1894 r., na miejscu dawnego katolickiego klasztoru karmelickiego z XVI w., który został przejęty przez Cerkiew w 1865, w ramach represji po upadku powstania styczniowego i spłonął w 1882 r. Świątynia jest pamiątką stoczonej w miejscowości bitwy pod dowództwem Aleksandra Suworowa w 1794 r. Nad świątynią pracowało 375 osób, a inżynierem budowy był A. Remier. Projekt opracował Załatarow, lecz według legend autorem projektu był A. W. Kienel.

## Architektura
Cerkiew została wzniesiona w stylu bizantyjsko-rosyjskim, z cegły otynkowanej na biało, orientowana, na planie krzyża. Na elewacji występują łukowate wykończenia, gzymsy, różne zdobienia i rzeźbienia. Dzwonnica-wieża składa się z dwóch części (dolna — 4-boczna, służąca również jako przedsionek, na zewnętrznej ścianie widnieje mozaika patrona świątyni, górna — 8-boczna, zwieńczona cebulastą kopułą). Między dzwonnicą-wieżą a nawą stoi łącznik. Na dachu świątyni osadzony 8-boczny bęben a na nim cebulasta kopuła. Cerkiew posiada także apsydę z półkolistym dachem z dwiema dobudówkami. Dach świątyni — blaszany, pomalowany na ciemnoniebiesko.

## Wnętrze
Wygląd wnętrza jest skromny. W świątyni znajduje się dwurzędowy ikonostas.

## Inne
Identyczny pod względem architektonicznym obiekt znajduje się w Polsce i jest nim cerkiew św. Mikołaja w Białowieży, z taką różnicą, że białowieska cerkiew nie została otynkowana. Obie świątynie zostały wzniesione w tym samym okresie.